# Saint-Émile-de-Suffolk
Pour les articles homonymes, voir Saint Émile (homonymie), Émile et Suffolk (homonymie).
Saint-Émile-de-Suffolk est une municipalité du Québec (Canada) située dans la municipalité régionale de comté de Papineau en Outaouais.

## Géographie

### Hydrographie
Treize lacs officiellement nommés sont situés à Saint-Émile-de-Suffolk. Il y a le lac du Bac, le lac Bourgeois, le lac Campeau, le lac Côté, le Petit lac Désormeaux, le lac Hacquard, le lac des Îles, le Petit lac Quesnel, le lac Quesnel, le lac Roger, le lac Saint-Émile, le lac Sans Bruit et le lac Tremblant.
Il y a aussi une petite partie du lac des Plages et du lac Lévesque présente dans Saint-Émile-de-Suffolk.
Une seule baie officiellement nommée se situe à Saint-Émile-de-Suffolk, celle-ci est la baie Noire, située au Nord dans le lac des Îles.
Deux ruisseaux officiellement nommés sont présents dans Saint-Émile-de-Suffolk. Il y a le ruisseau du Milieu et le ruisseau Noir.

## Toponymie
Cette localité est nommée en l'honneur d'Émile de Carthage, martyr en 250, et d'Émile Quesnel, l'un des premiers colons dans la région. Le nom Suffolk provient du canton de Suffolk, nommé en référence à un comté de l'Angleterre.

## Histoire

### Chronologie
- 1881 : Constitution de la municipalité de canton de Suffolk à partir du secteur Est de la municipalité des cantons unis de Hartwell-et-Suffolk.
- 1885 : Annexion d'un territoire non-organisée et changement de nom pour municipalité de canton de Suffolk-et-Addington.
- 1920 : La municipalité de canton de Suffolk-Partie-Ouest de détache de celle-ci.
- 1950 : La municipalité de Lac-des-Plages se détache de celle-ci.
- 1964 : La municipalité de Namur se détache de celle-ci.
- 1983 : Notre-Dame-de-la-Paix est incluse dans la municipalité régionale de comté de Papineau qui remplace le comté de Papineau.
- 1994 : Annexion d'une partie de son territoire par la municipalité de canton d'Amherst et changement de son nom pour municipalité de Saint-Émile-de-Suffolk.

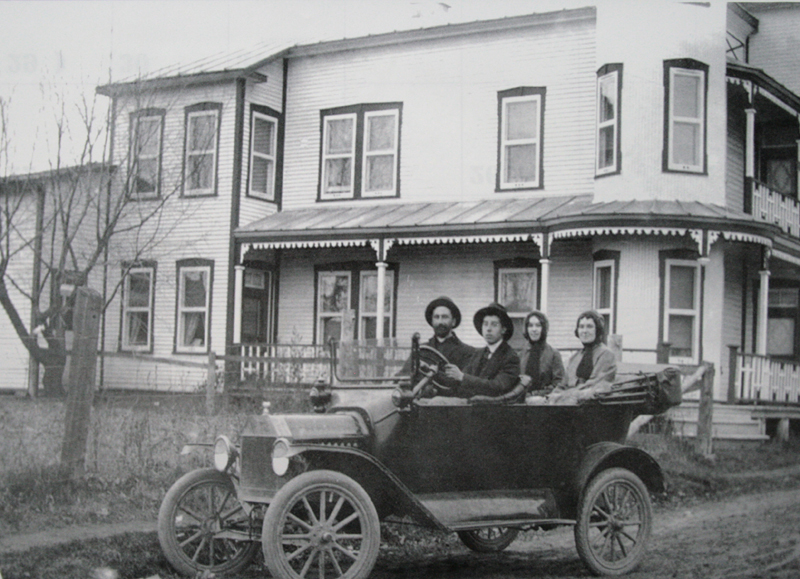
Magasin général et bureau du docteur Édouard Martin, Saint-Émile-de-Suffolk, vers 1920
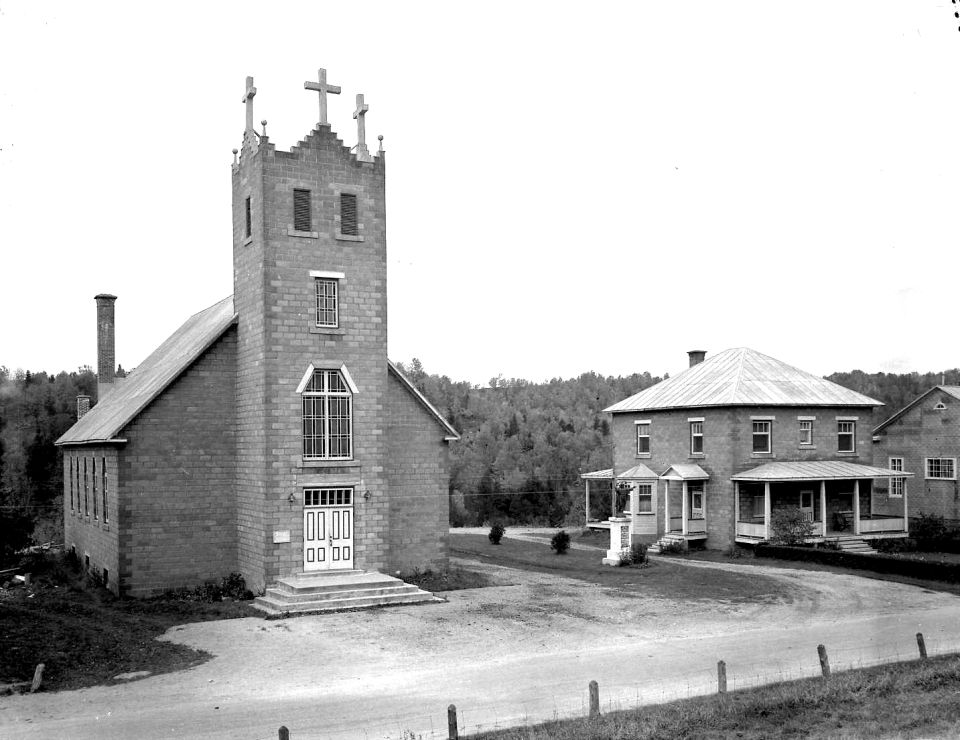
Église de Saint-Émile-de-Suffolk, 1947

## Démographie
| 1991 | 1996 | 2001 | 2006 | 2011 | 2016 | 2021 |
| ---- | ---- | ---- | ---- | ---- | ---- | ---- |
| 448  | 433  | 528  | 537  | 566  | 477  | 512  |

## Administration
Les élections municipales se font en bloc pour le maire et les six conseillers.
| Saint-Émile-de-Suffolk Maires depuis 2001                                                                            |                 |         |          |
| Élection | Maire           | Qualité | Résultat |
| 2001 | Serge Carrière  |         | Voir     |
| 2005 | Martin Blais    |         | Voir     |
| 2009 | Michel Samson   |         | Voir     |
| 2013 | Hugo Desormeaux |         | Voir     |
| 2017 | Hugo Desormeaux | Voir    |          |
| 2021 | Hugo Desormeaux | Voir    |          |
| Élection partielle en italique Depuis 2005, les élections sont simultanées dans toutes les municipalités québécoises |                 |         |          |

## Éducation
La Commission scolaire Sir Wilfrid Laurier administre les écoles anglophones:
- École secondaire Laurentian Regional (en) à Lachute[22]